# 2036 Sheragul
2036 Sheragul је астероид главног астероидног појаса са средњом удаљеношћу од Сунца која износи 2,244 астрономских јединица (АЈ).
Апсолутна магнитуда астероида је 12,7.